# Taramka
Taramka je přírodní památka v okrese Prostějov. Byla zřízena Okresním národním výborem Prostějov dne 7. července 1988. Důvodem je ochrana zbytků květnatých bikových bučin. Fytograficky patří území přírodní památky pod celem Bouzovská vrchovina, geomorfologicky pod Zábřežskou vrchovinu. Území je ve správě Krajského úřadu Olomouckého kraje.

## Popis lokality
Přírodní památka Taramka o rozloze cca 25,2 ha se nachází asi 6,5 km severně od města Konice v katastrálním území Vojtěchova a Hvozdu. Lokalita chráněného území je v nejjižnějším výběžku Zábřežské vrchoviny a je tvořena převážně lesním a lučním porostem se zbytky původní květnaté bučiny s teplomilnějšími bylinnými druhy. Z nich se zde vyskytují spolu s teplomilnějšími i druhy horské a podhorské.

## Flóra
K těm nejvzácnějším patří např. lýkovec jedovatý (Daphne mezereum), lilie zlatohlavá (Lilium martagon), tis červený (Taxus baccata), hořeček brvitý (Gentianopsis ciliata) ad. Na jaře zde rozkvétá rovněž záplava jaterníku trojlaločného (Hepatica nobilis).

## Fotogalerie

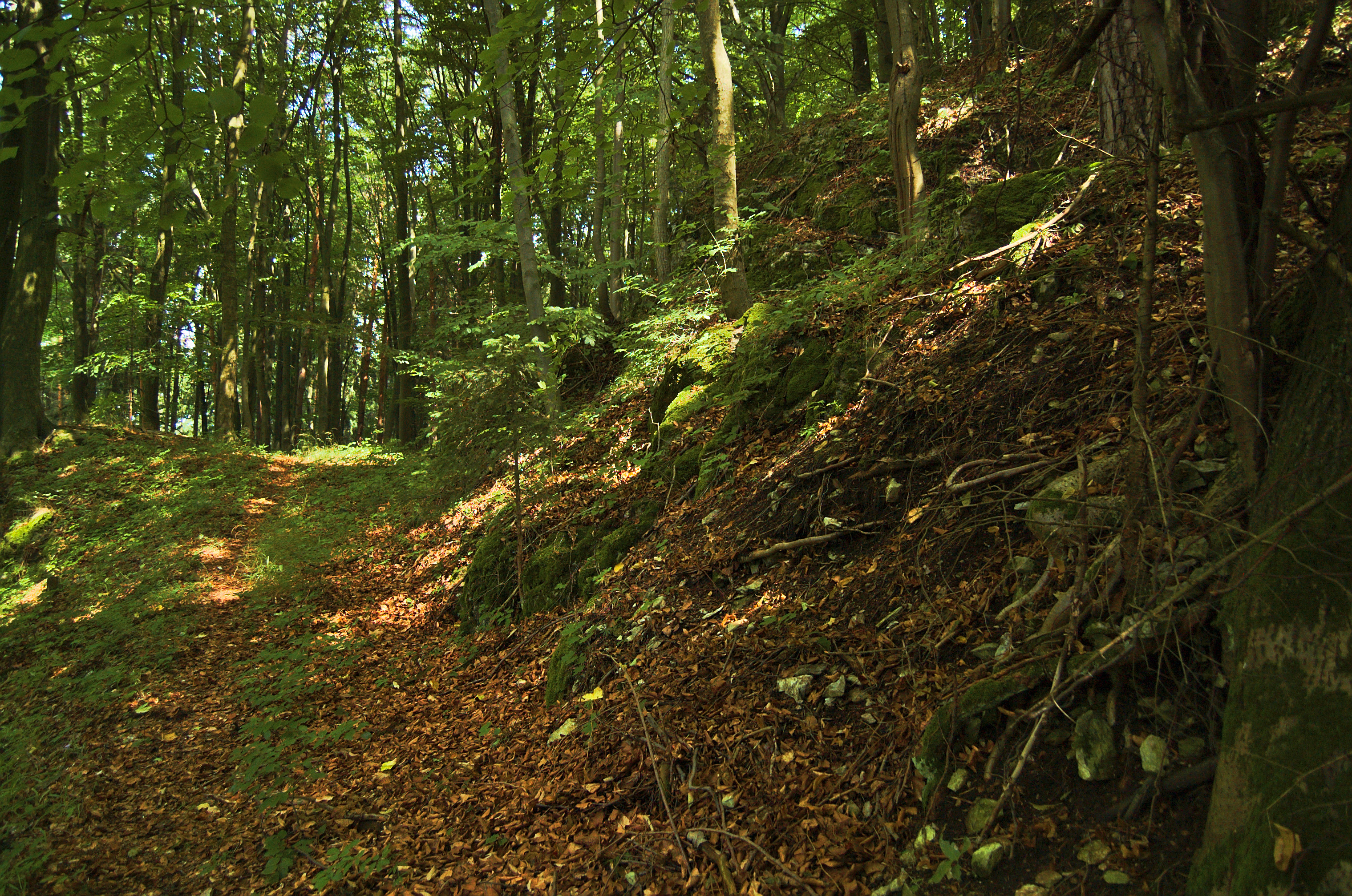
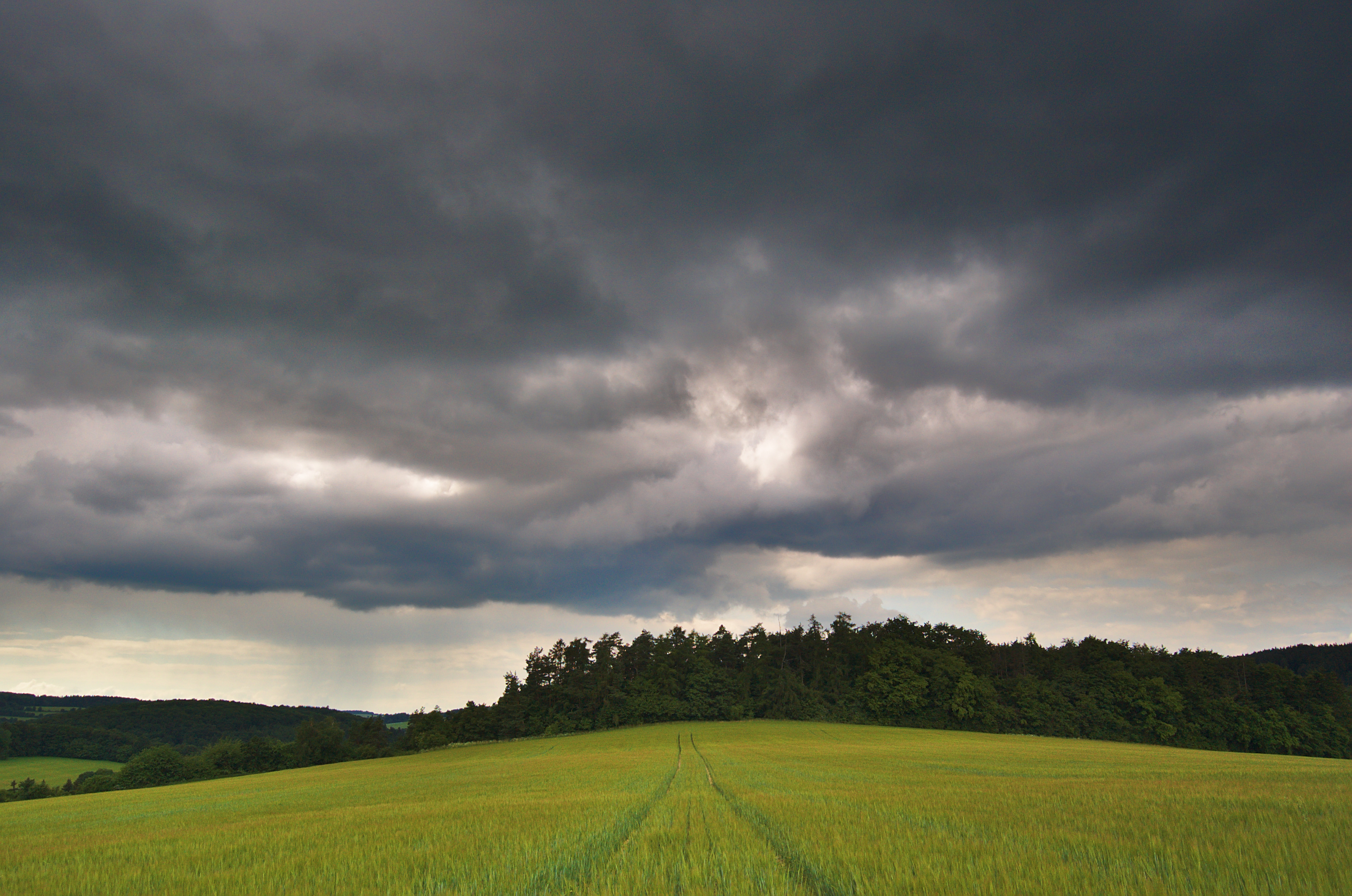
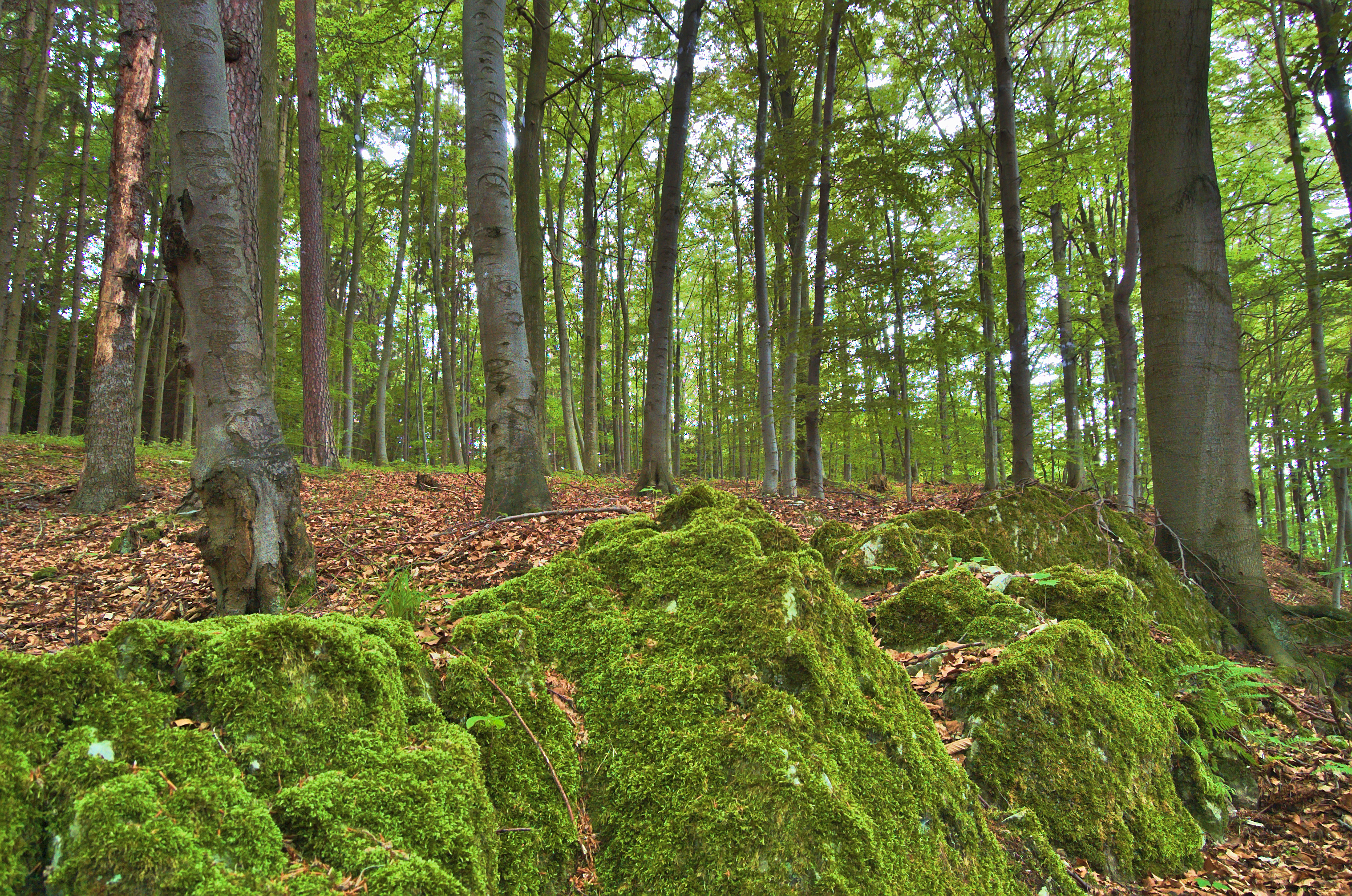
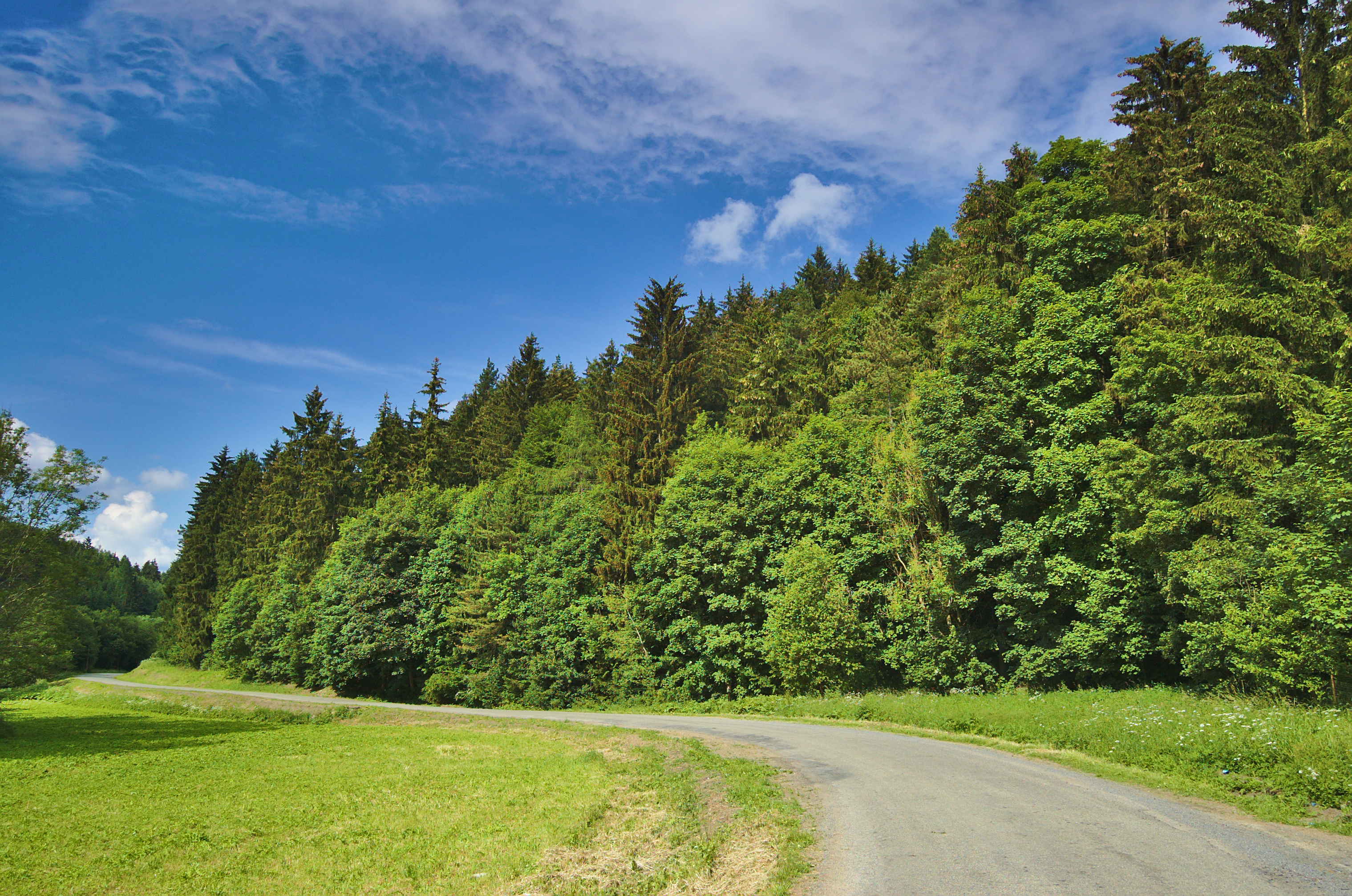